# LaPerm

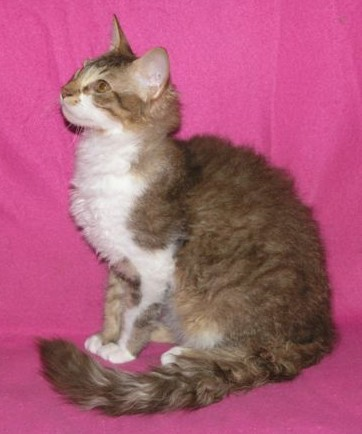
Chocolade gespikkeld cyper met wit (langhaar)

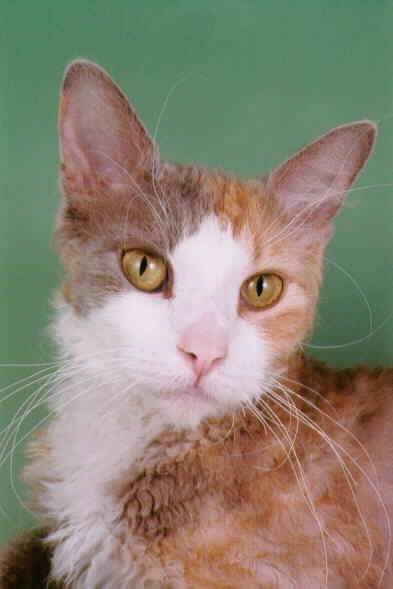
Lilaschildpad en wit (korthaar)

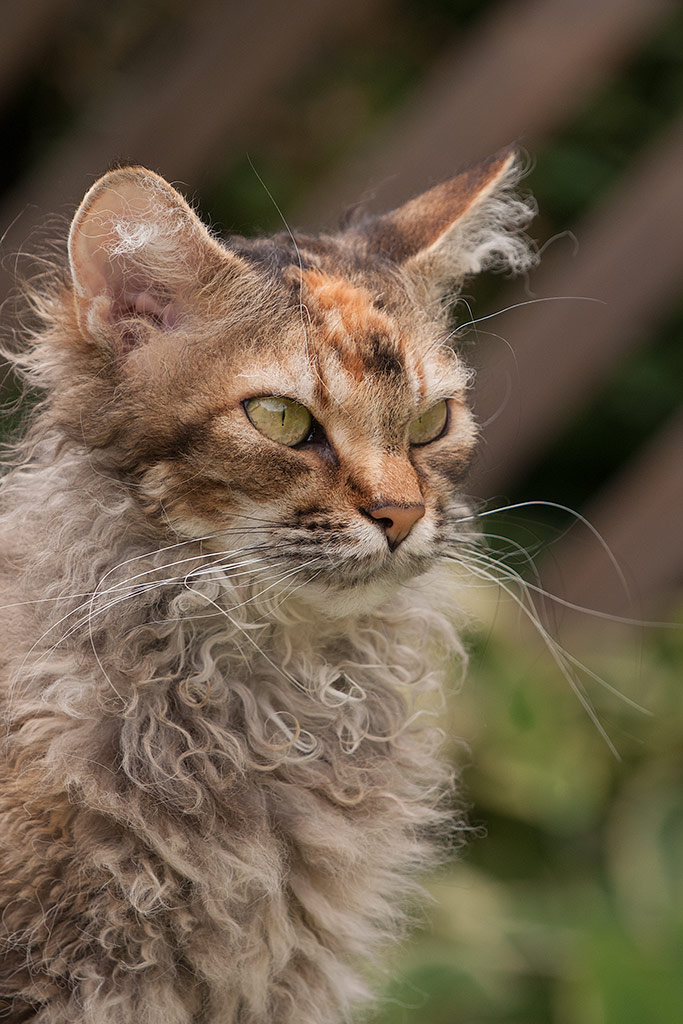
Zwart cypers schildpad (langhaar)

De LaPerm is een kattenras dat is ontstaan in de plaats The Dalles in de staat Oregon in Verenigde Staten. Dit ras heeft een gekrulde vacht en behoort tot de groep Rexkatten. Het ras komt zowel in langharige als kortharige variëteit voor.

## Geschiedenis
In 1982 gaf een kat op de kersenboerderij van Linda Koehl in The Dalles het leven aan een aantal kittens. Een van die kittens was kaal bij de geboorte. Toen deze kitten wat groter geworden was, kreeg ze een gekrulde, zachte vacht. Ze was de enige kitten in het nest met deze soort vacht. Men noemde haar "Curly". Na verloop van tijd kreeg Curly kittens, die ook weer allemaal krullen bleken te hebben. Zowel Curly als haar nakomelingen liepen vrij rond op de boerderij en de voortplanting verliep de eerste jaren zonder enige bemoeienis van de eigenaren. Pas na tien jaar wist men Linda, de eigenaresse van de inmiddels ontstane kolonie gekrulde katten, over te halen om een gericht fokprogramma op te stellen. Aanvankelijk wilde men het ras "Oregon Rex" noemen, maar die naam bestond al. Uiteindelijk werd het de "Dalles LaPerm", later gewoon "LaPerm".

## Vacht
De krullende of golvende vacht is een van de belangrijkste raskenmerken van de LaPerm. De vacht kan variëren van een gegolfde vacht tot geringde krullen, kort en lang. De vacht is vrij zacht van textuur, echter elke vacht is uniek.
Sommige kittens worden kaal geboren, maar de meeste hebben kort, gegolfd haar bij de geboorte. Vaak worden ze geheel kaal op een leeftijd van twee weken en de eerste vier maanden kunnen er diverse stadia van kaalheid zijn. De vacht zal weer aangroeien, maar de katten kunnen deze vaker verliezen. Volwassen LaPerms hebben een dikke maar toch luchtig aandoende vacht.
Het gen dat de krullen bij de LaPerm veroorzaakt vererft dominant. De LaPerms die tweemaal het gen voor de gekrulde vacht dragen zijn fokzuiver. De LaPerms die slechts eenmaal dit gen dragen kunnen ook gladharige nakomelingen krijgen. Aan het uiterlijk van de LaPerm is niet te zien of de kat fokzuiver is of niet. Bij verschillende verenigingen mocht nog tot 2010 of 2015 uitgekruist worden met andere rassen, hierdoor zullen er voorlopig nog geregeld gladharige kittens geboren worden.
De verschillende vachten bij de geboorte van de kittens worden aangeduid met een Engelse afkorting in de naam. Het meest populair/gewild is de gekrulde vacht; de afkorting hiervoor is BC (Born Curly; Gekruld Geboren). De kittens die kaal worden geboren krijgen de afkorting BB (Born Bald; Kaal Geboren). Als de haren geen krullen hebben wordt de afkorting BS (Born Straight; Gladharig Geboren) gebruikt.
De vacht van beide variëteiten lang- en korthaar, kan in lengte en dikte variëren, afhankelijk van het seizoen en de leeftijd van de kat. Zowel de katers als de poezen van de langhaar variëteit kunnen een volle kraag krijgen als ze volwassen zijn. Vaak hebben gecastreerde dieren een vollere, dikkere vacht dan niet-geholpen dieren. Sommige poezen vooral, kunnen onder invloed van hormonen (bijvoorbeeld tijdens krolsheid en zwangerschap) veel haar verliezen en bijvoorbeeld een heel kale nek krijgen.

## Type

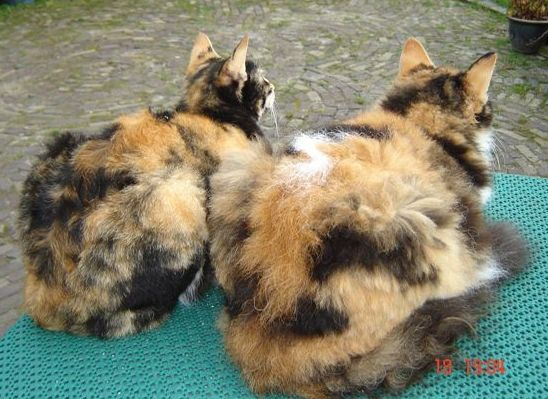
Links een korthaar LaPerm, rechts een langhaar

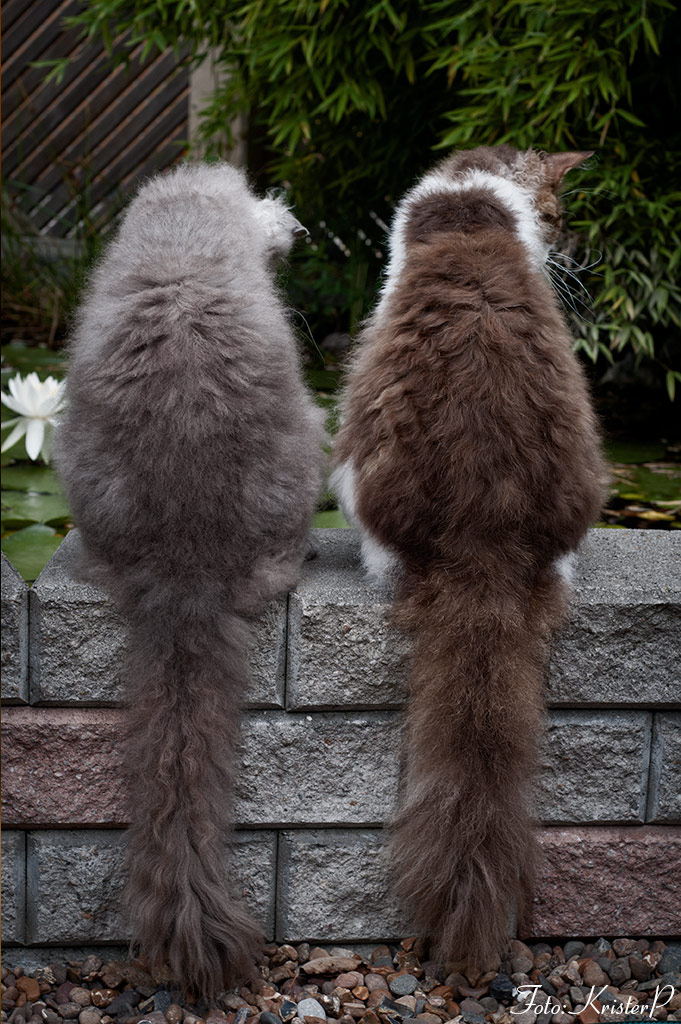
Twee langharen; blauw cyper en zwart cyper met wit

Het hoofd van de LaPerm is enigszins driehoekig met breed geplaatste oren, volle snorhaarkussens en grote, expressieve ogen. Ze hebben een imposante set volledig gekrulde snorharen. De kat is gematigd Oosters van bouw, en meestal zijn de achterpoten iets langer dan de voorpoten. Langharige katten hebben pluimen in en achter de oren en een dikke, volle staart. Kortharige katten hebben een staart die nog het meest weg heeft van een flessenborstel - met ruwe, uitstaande haren.
De katers wegen tussen de 3 en 5 kilogram en de poezen tussen de 2,5 en 4 kilogram. De kittens zijn kleiner dan gemiddeld bij de geboorte en het duurt lang voordat ze hun volwassen formaat bereikt hebben.

## Verzorging
Het ras behoeft weinig onderhoud, de vacht van de LaPerm zal niet snel klitten. De krullen houden het haar vast zoals van een poedel, zodat het ras ook weinig losse haren achterlaat tijdens de rui. Af en toe een bad en afdrogen met een handdoek is voldoende om de krul goed te houden.

## Karakter
LaPerms zijn dol op menselijk gezelschap. Ze zijn over het algemeen ook goede jagers.